# Xã Plumlee, Quận Newton, Arkansas
Xã Plumlee (tiếng Anh: Plumlee Township) là một xã thuộc quận Newton, tiểu bang Arkansas, Hoa Kỳ. Năm 2010, dân số của xã này là 223 người.